# درگیری حوثی‌ها و عربستان سعودی
درگیری حوثی‌ها و عربستان سعودی، یک درگیری مسلحانه مداوم بین نیروهای مسلح عربستان سعودی و نیروهای حوثی یمن تحت حمایت نظام جمهوری اسلامی ایران است که در شبه‌جزیره عربستان از جمله مناطق جنوبی عربستان سعودی (عسیر، جازان و نجران) و مناطق شمالی یمن (صعده، جوف و حجه)، از زمان شروع مداخله عربستان سعودی در یمن در سال ۲۰۱۵، در جریان است. در طول درگیری، حوثی‌ها، حملاتی را به پایگاه‌های نظامی در عربستان سعودی انجام داده‌اند.